# Wonderland (telessérie)
Wonderland é uma série de televisão controversa e de curta duração, dirigida por Peter Berg, e exibida originalmente pela ABC em 2000, antes do cancelamento após dois meses e apenas oito episódios.

## Premissa
Wonderland mostrava o dia-a-dia de uma instituição para doentes mentais, a partir das perspectivas de médicos e pacientes, e em meio aos cuidados com os pacientes da clínica, os médicos do lugar acabam por se envolver mais do que deveriam.

## Elenco
| Ator            | Personagem        |
| --------------- | ----------------- |
| Ted Levine      | Dr. Robert Banger |
| Michelle Barker | Julie McCray      |
| Martin Donovan  | Dr. Neil Harrison |
| Michelle Forbes | Dr. Lyla Garrity  |
| Billy Burke     | Dr. Abe Matthews  |

| Ator              | Personagem          |
| ----------------- | ------------------- |
| Joelle Carter     | Dr. Heather Miles   |
| Michael Jai White | Dr. Derrick Hatcher |
| Patricia Clarkson | Tammy Banger        |
| Yada Beener       | Zoe Hatcher         |
| Dax Griffin       | Derek Wolf          |

## Episódios
Wonderland teve, no total, 8 episódios e uma única temporada produzida.
| # | Título                 | Exibição Original |
| - | ---------------------- | ----------------- |
| 1 | Pilot                  | 2000, 30 de Março |
| 2 | 20/20 Hindsight        | 2000, 6 de Abril  |
| 3 | Spell Check            | 2000, 13 de Abril |
| 4 | The Raw and the Cooked | 2000, 20 de Abril |
| 5 | Full Moon              | 2000, 27 de Abril |
| 6 | Wilt Chamberlain 3.0   | 2000, 4 de Maio   |
| 7 | Personality Plus       | 2000, 11 de Maio  |
| 8 | Hello, Goodbye!        | 2000, 18 de Maio  |